# قويطول
قويطول هي قرية في مقاطعة كليبر، إيران. عدد سكان هذه القرية هو 115 في سنة 2006.